# Jean-Julien Chapelant
Jean-Julien Chapelant, né le 4 juin 1891 à Ampuis, dans le Rhône, et mort le 11 octobre 1914 à Beuvraignes, dans la Somme, est un sous-lieutenant français commandant la 3e section de mitrailleuses du 98e RI. Il est fusillé pour l’exemple le 11 octobre 1914.

## Biographie
Engagé volontaire au 99e RI le 4 juin 1909, il y est nommé caporal le 5 octobre 1909 puis sergent le 28 septembre 1910. Rengagé le 15 décembre 1911 au 98e RI de Roanne, il est chef de la 3e section de mitrailleuses lors du déclenchement de la Première Guerre mondiale, promu au feu au grade de sous-lieutenant à titre temporaire.
Le 7 octobre 1914, après sept jours et sept nuits de combats et de bombardements ininterrompus autour de Beuvraignes (Somme), il est capturé avec une poignée de survivants (3) après s'être rendu. Grièvement blessé à une jambe par une balle allemande, il réussit cependant à s’échapper et à regagner les lignes françaises deux jours plus tard, dans un état d’épuisement.
Une autre version des faits, corroborée par les dépositions de soldats (ayant assisté aux événements) lors de plusieurs instructions menées entre 1915 et 1934 par des tribunaux militaires et civils, atteste que Chapelant, après s'être rendu avec 27 autres soldats, a été blessé par une balle française alors qu'il agitait un mouchoir blanc pour inciter les soldats français restés dans les tranchées à capituler.
Son chef de corps, après enquête et sur ordre de sa hiérarchie, le fait traduire devant un « conseil de guerre spécial » qui le condamne à mort pour « capitulation en rase campagne ». Le 11 octobre 1914, Chapelant est fusillé attaché à son brancard dressé contre un pommier, sur un terrain situé face à l'entrée du château des Loges, à l'entrée sud du village.

## Réhabilitation
Très peu, environ une quarantaine de soldats fusillés pour l'exemple, sur six cents ont été rétablis dans leur honneur dans les années 1920 ou 1930. Malgré les démarches entreprises par son père qui n'avait que ce fils et les nombreuses campagnes menées par la Ligue des Droits de l'Homme, Jean-Julien Chapelant n'a pas été réhabilité mais son nom figure sur le monument aux morts d'Ampuis. Et l’Union des mutilés et anciens combattants déposa une plaque sur sa tombe portant l’inscription suivante : « les anciens combattants à leur frère d’armes Jean Julien Chapelant, martyr des cours martiales ».
Jean-Julien Chapelant n'a pas été réhabilité en 2012 mais déclaré « Mort pour la France » à l’occasion des cérémonies du 11 novembre.
Bien avant cette attribution de la mention "mort pour la France" notifiée le 31 octobre 2012 par Kader Arif, une nouvelle rue de son village natal Ampuis, celle de la nouvelle gendarmerie, fut nommée Jean Julien Chapelant.
En mai 2011, une stèle a été érigée sur un terrain donné par la commune de Crapeaumesnil près du château des Loges au bois des Loges à l'initiative de particuliers.
Le 11 octobre 2014 une stèle a été élevée 100 ans après jour pour jour sur le lieu même de son exécution à Beuvraignes au bois des Loges. Inaugurée par la préfète de Région Picarde Nicole Klein, en présence du Contrôleur général des Armées Serge Barcellini, du président du Conseil général de la Somme Christian Manable ; Christian Rollat à l'initiative de l'érection de ce monument a retracé le martyre de ce jeune lieutenant innocent « reconnu mort pour la France » le 9 novembre 2012.

## Déroulement des faits

### Historique
Il est incorporé au 99e RI (Régiment d'Infanterie) en juin 1909 comme engagé volontaire pour 3 ans. Réengagé, il incorpore le 4 juin 1913 le 98e RI où il est promu sous-lieutenant à titre temporaire à compter du 1er septembre 1914.
Un régiment d'infanterie (RI) est composé en août 1914 de 3 200 hommes environ organisés en :
- 3 bataillons, comprenant chacun 4 compagnies de 240 hommes et une section de mitrailleuse de 24 hommes ;
- 1 compagnie hors-rang (estafettes, téléphonistes, service divers) ;
- l'état-major.

Le 98e RI fait partie du 13e corps d'armée, 25e division, 50e brigade. Il est commandé depuis le 29 août 1914 par le lieutenant-colonel Didier en remplacement du lieutenant-colonel Deffis.
Depuis le 30 septembre le 98e RI se trouve, en liaison avec le 16e RI, au Bois des Loges dans la Somme, position de 1re importance, barrant la route de Paris à l'ennemi. Le sous-lieutenant Chapelant commande la 3e section de mitrailleuses, en 1re ligne.
La 3e compagnie du 98e RI commandée par le capitaine Rigault, renforcée par la 3e section de mitrailleuses, est positionnée face à l'ennemi, à gauche du village des Loges, au nord de celui-ci. Elle est organisée en 4 sections dont les tranchées longent la route menant à Beuvraignes, de part et d'autre de la voie ferrée. Chaque section a sa propre tranchée. De gauche à droite on trouve successivement : 
- la 4e section augmentée de quelques hommes de la 3e section qui n'ont pu se loger dans leur tranchée, établie à gauche de la voie ferrée, commandée par le lieutenant Fougeron. À noter que cette section est isolée des autres par le talus de la voie ferrée ;
- la 3e section de mitrailleuse de l'autre côté de la voie ferrée, adossée au talus, commandée par le sous-lieutenant Chapelant ;
- la 1re section commandée par le sergent Cahen ;
- la 2e section commandée par le sergent-major Girodias ;
- la 3e section commandée par le sergent Orphelin.

Le capitaine Rigault se trouve au centre de sa compagnie, à l'extrémité gauche de la tranchée de la 2e section, le sergent-major Girodias étant à l'extrémité droite de la même tranchée.
Depuis sept jours, les hommes du 98e RI mènent de durs combats et sont bombardés par l'artillerie ennemie. Le 7 octobre, après de violents bombardements entre 4h15 et 5h00, suivis d'une attaque de l'infanterie sur le village des Loges, l'ennemi est finalement repoussé vers 9h30 du village (en laissant environ 700 victimes sur le terrain et 300 prisonniers), sauf devant les tranchées de la 3e compagnie où une centaine d'allemands isolés se terrent à 100 mètres environ des lignes. Vers 10h30 le capitaine Rigault commandant la compagnie est tué en observant avec ses jumelles par un créneau. Les soldats les plus gradés sont alors le sergent-major Girodias, et le sous-lieutenant Chapelant seul officier. Ce dernier devait alors prendre le commandement des trois sections situées à sa droite. Ses mitrailleuses hors service, sans possibilité de communiquer avec le reste du régiment et sur la base de fausses informations colportées par ses hommes prétendant que le village des Loges est occupé par les Allemands (dépositions des soldats Desportes du 2 mars 1915 et Cahen du 12 octobre 1914), il laisse ceux-ci se rendre et les suit.
Ainsi, vers 11h, 28 hommes dont 23 de la 3e compagnie se rendent à l'ennemi (déposition Mercier du 28/01/1922).
Parmi eux :
- le sous-lieutenant Chapelant (mitrailleur du 98e RI) ;
- le sergent-major Girodias (3e compagnie du 98e RI) ;
- le sergent Cahen Maurice (3e compagnie du 98e RI, revenu avant midi dans nos lignes avec un message du capitaine allemand sommant le -98è RI de se rendre) ;
- le caporal Duffour Louis (3e compagnie du 98e RI) ;
- le caporal Morton Joseph (mitrailleur du 98e RI revenu immédiatement) ;
- le soldat Dossing (3e compagnie du 98e RI, revenu immédiatement dans nos lignes) ;
- les soldats Dupuy, Mary (3e compagnie du 98e RI, revenus dans nos lignes) ;
- les soldats Lacroix, Cheminet, Charnet, Quereuil, Basset, Raynaud (3e compagnie du 98e RI)
- le soldat Monier Pierre (mitrailleur du 16e RI) ;
- le soldat Bost (mitrailleur, revenu vers 13h30) ;
- le soldat Peillon Barthélémy (mitrailleur du 98e RI revenu dans la nuit du 7 au 8) ;
- le soldat Desportes (mitrailleur revenu immédiatement).

Il est à noter que 80 hommes et 4 sergents de la 3e compagnie restent dans la tranchée (voir effectif de la 3e compagnie le 7 octobre 1914, ou se sont repliés dans le village comme ceux de la 3e section (déposition du sergent Orphelin du 2 mars 1915), et que l'ennemi n'occupe à aucun moment les tranchées abandonnées après la reddition (déposition Gaube du 18 janvier 1922).
À 11h15, le lieutenant-colonel Didier apprend coup sur coup par le capitaine Hérail commandant le 1er bataillon, la mort du capitaine Rigault (déposition Hérail du 5 avril 1922), et par un soldat  arrivant en courant que le sergent-major Girodias venait de se rendre, entraînant avec lui ses hommes et le sous-lieutenant Chapelant (dépositions Grosleron du 17 février 1922 et Bancillon du 3 mai 1924). Il rend compte à son supérieur, le colonel Pentel, et demande du renfort : « Une cinquantaine d'hommes de la 3e compagnie, dont le capitaine a été blessé mortellement ce matin, viennent de jeter leurs fusils et équipements et d'aller se rendre aux Allemands. Je suis désespéré, c'est la défense Nord du village des Loges compromise. Je viens d'envoyer de ce côté les derniers éléments de la Brigade qui me restaient. Je ne puis plus répondre de rien si vous ne m'envoyez pas des troupes fraîches car ces lâches vont renseigner les Allemands sur notre petit nombre et sur notre état de fatigue. »
Puis, craignant une ruse des allemands il donne l'ordre de tirer sur tous ceux qui chercheraient à s'avancer depuis les lignes ennemies vers nos positions (lettre Didier du 8 mars 1920).

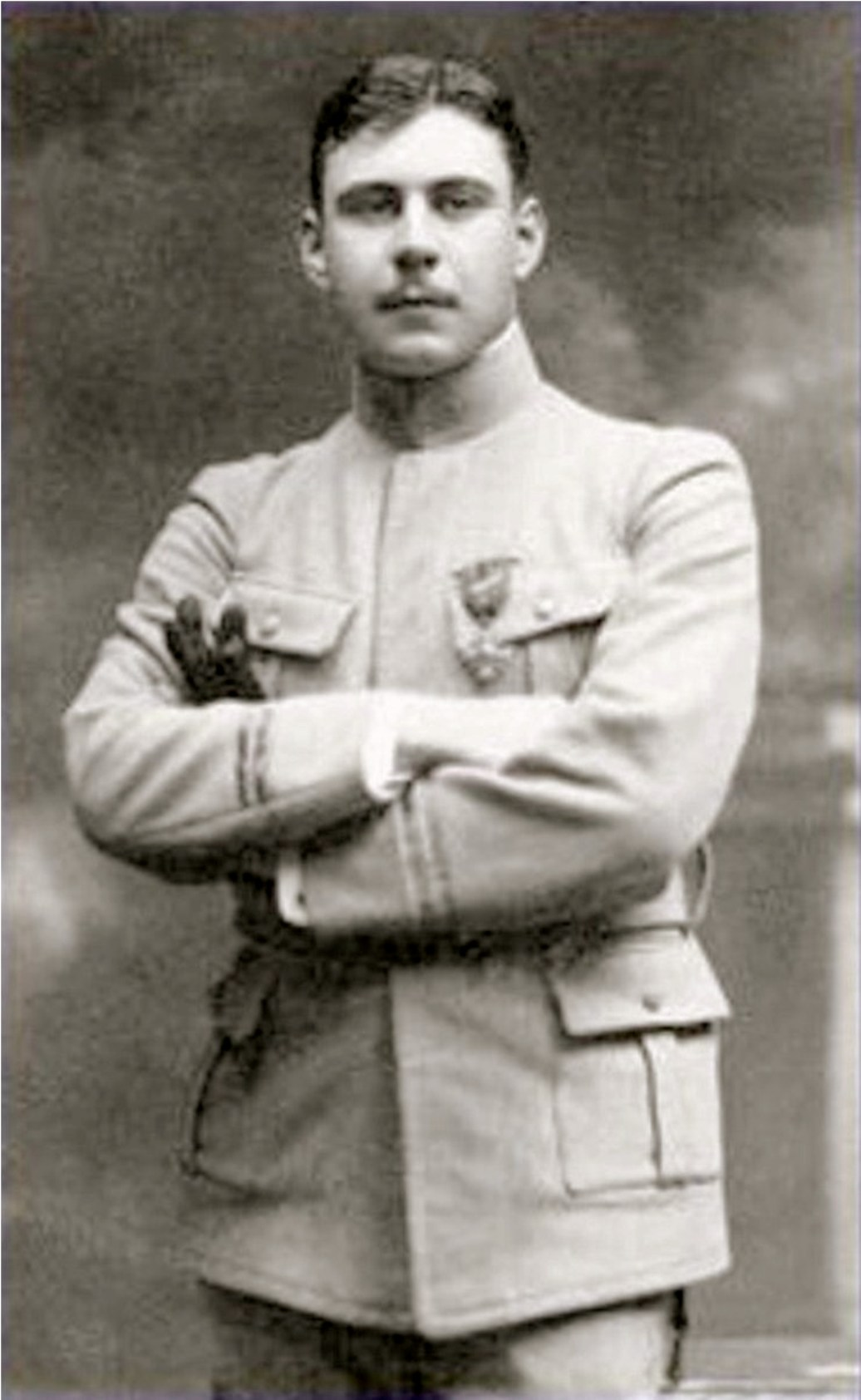
Le lieutenant Lionel Lemoël (1892-1916), petit-fils naturel de Lord Lionel Widdrington Standish, en uniforme et décoré de la Croix de guerre en 1915. Il est commissaire du gouvernement et rapporteur de la République lors du procès du sous-lieutenant Jean-Julien Chapelant. Mort pour la France le 11 mars 1916.

À 11h30, le sous-lieutenant Lemoël part avec sa compagnie, qui était en réserve à l'arrière, réoccuper les tranchées en partie évacuées par la 3e compagnie (déposition Lemoël du 2 mars 1915). Il croise la route du sergent Cahen qui, revenant des lignes ennemies lui déclare : « ...le capitaine allemand somme le 2e bataillon de se rendre, sans quoi il menace de faire donner l'attaque par 12 bataillons et de faire écraser le village par l'artillerie » (déposition Lemoël du 2 mars 1915 et lettre du soldat Sotton du 10 janvier 1924).
À 12h, le colonel Pentel commandant la 50e brigade envoie le message suivant au lieutenant-colonel: « Il serait très désirable que vous puissiez faire quelques exemples de répression impitoyable à l'égard des lâches » (extrait du carnet de poche du colonel Pentel).
À 13h30, le capitaine Hérail rend compte que la tranchée a été réoccupée sans difficulté (dépositions Didier du 03/01/1922 et  Hérail du 05/04/1922).
Vers 14h, on apporte, au lieutenant-colonel, le message du capitaine allemand le « sommant de se rendre » (déposition Faure du 11 février 1922). Se faisant préciser l'emplacement exact de l'ennemi, le lieutenant-colonel fait immédiatement bombarder les positions : les derniers allemands qui cherchaient encore à se cramponner s'enfuient (déposition Clerc du 6 février 1922).
Vers 17h30, quelques officiers dont le capitaine Hérail apprennent au lieutenant-colonel (déposition Didier du 3 janvier 1922) que vers 13h30 le sous-lieutenant Chapelant s'avançant depuis les lignes ennemies avait fait des signes à une de nos tranchées pour que les défenseurs qui l'occupent se rendent (faits confirmés par les déclarations de Chapelant du 9 octobre 1914 ci-dessous, ainsi que les dépositions de Monier du 20 juin 1919 et du 30 décembre 1921, Millerat du 3 mai 1924). Il reçut alors une balle française qui le blessa grièvement et tomba (déposition Mercier du 28 janvier 1922).
Le 8 octobre, à 9h30, après l'enquête menée, le lieutenant-colonel adresse à la Brigade le compte-rendu ci après : « J'ai l'honneur de vous rendre compte que le sergent-major Girodias de la 3e compagnie par les exhortations écrites et verbales a entraîné 25 hommes de la 3e compagnie à se rendre à l'ennemi. D'après les dires des 3 hommes qui ont pu s'échapper des lignes allemandes, ce sous-officier aurait été tué hier par des balles françaises. » 
À 16h40, le colonel  Pentel demande les noms des transfuges et ordonne d'établir une plainte en conseil de guerre (voir complément d'information Didier du 26/01/1922).
Le 9 octobre au matin, Chapelant aidé par un soldat de la 3e compagnie se traîne jusqu'aux tranchées françaises après avoir passé 2 jours sans soins entre les lignes. Vers 10h, on le porte au poste de secours à 600 m en arrière où on lui fait un pansement sommaire (déposition Sabatier du 26 juillet 1919). Il est blessé au niveau du genou.
À 10h30, le lieutenant-colonel va voir Chapelant qui déclare que les allemands ont refusé de le soigner (déposition Didier 1919 confirmée par déposition Grapin du 29 juin 1934). Puis il le fait évacuer à l'ambulance du Plessier à environ 4 km des Loges (déposition Bierce du 28 décembre 1921). Il avise ensuite son supérieur, le colonel Pentel, du retour de Chapelant et demande des instructions.
Sur demande du général Demange commandant la 25e division, et par application de l'ordre du général Alix commandant le 13e corps d'armée, « d'éclaircir l'incident auquel a été mêlé Chapelant, et de lui donner la sanction nécessaire », « le colonel Pentel, commandant la 50e brigade, fait recueillir par son officier d'état-major, le capitaine Grapin, les déclarations ci-dessous du sous-lieutenant Chapelant » signées et certifiées par lui (c'est un papier jauni, écrit au crayon):

« Le 7 octobre, vers les 12 heures, le sergent-major Girodias était dans la même tranchée que moi. À un moment donné, il a fait passer un papier disant que le village était occupé par les Allemands. Je lui ai fait demander: "En êtes vous bien sûr ?"  Réponse: "C'est ce qu'on me dit de la droite de la tranchée" . Je lui ai dit : "Faites un compte-rendu au colonel relatant la mort du capitaine Rigault, le nombre de vos tués et blessés et l'état moral de vos hommes. Le gradé et les hommes qui le porteront s'assureront si le village est occupé". Je ne sais pas si le gradé y est allé. Le sergent-major transmet de nouveau que le village est occupé par les Allemands et que le colonel Allemand demandait à voir le commandant de la tranchée. Alors je lui ai dit: "Faites ce que vous devez faire". Puis toute la compagnie partit vers les lignes allemandes. Mes hommes (mitrailleurs) m'ont dit : "La compagnie se rend". Alors j'ai dit : "Suivons". Nous avions jeté nos armes. Le capitaine allemand qui causait français nous a fait coucher, puis a dit : "Si vos camarades ne se rendent pas, je les fais attaquer par 2 bataillons". Un sergent de la 3e compagnie est allé voir s'il restait encore du monde dans la tranchée évacuée ; je ne sais pas ce qu'il est devenu. À gauche de la voie ferrée et à 50 mètres se trouvait une tranchée française occupée par une dizaine d'hommes ; il fit sortir 2 d'entre nous pour leur faire signe de se rendre. Comme ils ne bougeaient pas, il appela le lieutenant ; je me présentai. Il me dit d'aller vers les 2 hommes et d'agiter le mouchoir, ce que je fis ! À ce moment-là, je fus blessé et je me mis à l'abri derrière la voie ferrée à 50 mètres de la tranchée allemande. Les autres étaient derrière la ligne allemande ; je ne sais pas ce qu'ils sont devenus. Hier matin, 2 hommes valides qui étaient restés sont passés dans les lignes françaises ; ils ne m'ont pas emporté. Les Allemands ont réoccupé leur tranchée dans la journée. Le soir, ils attaquèrent et furent repoussés et, ce matin, j'ai rejoint avec un homme (3e Cie) en me traînant les lignes françaises.
Lu et approuvé conforme à mes déclarations textuellement enregistrées.
Signé : J.Chapelant et E.Grapin
[Rajouté dans l'angle gauche, en haut et en travers, cette date:] 9 octobre , 17 heures »

Il est à noter que ce document est écrit de la main du lieutenant Grapin (déposition Grapin du 27/01/1922), et que la signature est bien authentifiée comme étant celle du sous-lieutenant Chapelant (voir document daté du 11 mars 1921).
À 13h15, un message envoyé par le général de brigade Demange au colonel Pentel, donne l'ordre suivant :« Le sous-lieutenant Chapelant doit être livré immédiatement au conseil de guerre spécial du 98e RI, lequel je n'en doute pas saura faire son devoir » (extrait du journal de marche de brigade).
À 17h20, l'ordre est confirmé au lieutenant-colonel Didier de traduire Chapelant seul et de suite devant la cour martiale du 98e RI, accompagné des aveux écrits de ce dernier. Chapelant est renvoyé au poste de secours des Loges par la Brigade.
Réponse par écrit à 17h30 du  lieutenant-colonel Didier au colonel Pentel: 
« Il m'est impossible de faire juger en ce moment le sous-lieutenant Chapelant devant le conseil de guerre du régiment. Je vous le renvoie donc pour que vous le fassiez juger par un conseil de guerre de brigade. » 
Chapelant est renvoyé à l'ambulance du Plessier (déposition Bierce du 28 décembre 1921).
À 18h, le lieutenant-colonel Didier insiste encore au téléphone auprès du colonel Pentel, pour que Chapelant soit jugé par le conseil de guerre de la brigade, en vain (lettre Didier du 08/03/1920). Il s'incline, et donne l'ordre de constituer un conseil de guerre pour le lendemain 14h dans une annexe du château des Loges.
Le 10 octobre au matin, Chapelant est ramené au château des Loges, puis commence l'instruction.
L'acte d'accusationest : 
1°/Le sous-lieutenant Chapelant connaissait la mort du capitaine Rigault lorsque circula le 1er papier du sergent-major Girodias et, étant le seul officier, n'a pas pris le commandement de la ligne de feu.
2°/ Le sous-lieutenant Chapelant n'a rien fait pour contrebalancer les assertions du sergent-major, ni pour empêcher de circuler des papiers dont la lecture ne pouvait qu'être déprimante pour une troupe dont le moral était déjà affaibli.
3°/ Le sous-lieutenant Chapelant s'est rendu à l'ennemi sans aucune pression de la part de cet ennemi, seulement parce qu'il avait vu une vingtaine d'homme de la 3e compagnie qui agitaient des drapeaux blancs au milieu des lignes adverses.
4°/ Le sous-lieutenant Chapelant, sans aucune menace de la part de l'ennemi, n'a pas hésité à exhorter les soldats français restés fidèles au poste à se rendre.
L'accusé: Chapelant    Le rapporteur près le conseil de guerre: Lemoël    Le greffier: Richard
Le conseil de guerre spécial présidé par le commandant de bataillon Gaube, comprend deux juges, le capitaine Raoux et le lieutenant Bourseau. Le sous-lieutenant Lemoël, 22 ans, remplit les fonctions de commissaire du gouvernement. Le lieutenant Coulois assure la défense. Les soldats  Dupuy, Mary et Bost sont entendus comme témoins (déposition de Lemoël du 2 mars 1915) mais pas le sergent Cahen qui ne sera entendu que lors du conseil de guerre du 12 octobre jugeant 4 autres transfuges.
La cour martiale après 3 heures de délibérés, condamne à l'unanimité Chapelant à mort pour « capitulation en rase campagne ».

« Procès-verbal de la séance du Conseil de guerre spécial : 
IIIe Armée, 13e Corps d'Armée. 
25e division, 50e brigade 
98e régiment d'infanterie 
En exécution des prescriptions d'une note du général de division, du 10 octobre. 
Les Loges, le 10 octobre 1914. 
Procès-verbal de la séance du Conseil de guerre spécial du 98e, du 10 octobre 1914, concernant le sous-lieutenant Chapelant. 
Acte d'accusation
Contre : Chapelant Jean - Julien - Marius, né le 4 juin 1891, à Ampuis (Rhône), sous-lieutenant à Roanne. 
Interrogatoire de l'accusé : [Sous ce titre on trouve uniquement l'acte d'accusation publié plus haut] d'après l'interrogatoire précédent, il résulte que les faits reprochés au sous-lieutenant Chapelant entraînent les conclusions suivantes : 
1°/le sous-lieutenant Chapelant, étant le seul chef responsable de la ligne de feu d'après le troisième paragraphe de l'interrogatoire précédent, tombe sous le coup de l'article 210 du Code de justice militaire :
Tout général, tout commandant d'une troupe armée qui capitule en rase campagne est puni 1-de la peine de mort avec dégradation militaire si la capitulation a eu pour résultat de faire poser les armes à sa troupe ou si, avant de traiter verbalement, il n'a pas fait tout ce que lui prescrivaient le devoir et l'honneur, 2-de la destitution dans les autres cas.
2°/d'autre part, comme suite au paragraphe 3 de l'interrogatoire, il résulte que le sous-lieutenant Chapelant s'est rendu coupable de provoquer ou favoriser la désertion et qu'aux termes de l'article 242 du Code de justice militaire, il doit être puni de la peine encourue par le déserteur lui-même (article 238 : est puni de mort avec dégradation militaire, tout militaire coupable de désertion à l'ennemi.) 
Copies certifiées conformes
Les Loges le 18 octobre 1914
Le Lieutenant-colonel Didier  et le 98e d'Infanterie »

« Texte du jugement rendu:
Aux Loges, le 10 octobre 1914
13e corps d'armée
Acte du jugement du conseil spécial de guerre du 10 octobre 1914 : Le nommé Chapelant Jean Julien Marius, né le 4 juin 1891, à Ampuis (Rhône), sous-lieutenant au 98e régiment d'infanterie, domicilié à Roanne, convaincu d'avoir capitulé en rase campagne en faisant poser les armes à sa troupe et en l'entraînant dans la capitulation, sans avoir au préalable fait ce que lui prescrivaient le devoir et l'honneur, est condamné à l'unanimité des voix à la peine de mort avec dégradation militaire, par application de l'article 210 du code de justice militaire.
Signé : le chef de bataillon Gaube, président du conseil de guerre.    Signé : le capitaine Raoux, juge     Signé : le lieutenant Bourseau, juge
Aux Loges le 10 octobre 1914, signé Didier »

Les jugements des cours martiales sont sans recours et ne peuvent être ni cassées ni révisés. La condamnation doit être exécutée dès le jugement rendu! Le lieutenant-colonel fait néanmoins renvoyer à l'arrière Chapelant estimant ne pouvoir faire fusiller un blessé couché (lettre Pentel du 11/10/1914).
Mais l'ordre arrive le 11 octobre à 2 heures du matin de faire fusiller à l'aube Chapelant, accompagné d'une lettre du général Demange : 

« Mon cher Didier, je comprends et partage vos scrupules, croyez le bien. Mais la dure loi nous domine tous deux. Vous trouverez demain, avec l'aide de votre médecin, le moyen de mettre debout le malheureux avant de le faire tomber.
Signé : Demange.
P.S. - Le colonel Pentel  estime, à juste titre, à mon avis, qu'il doit être passé outre la considération que vous faites valoir et qui importe peu, puisqu'il s'agit d'enlever la vie à cet homme et que ce serait une aggravation de peine non prévue par le code que de surseoir à l'exécution jusqu'à guérison de la blessure du condamné. »

Le lieutenant-colonel fait alors revenir le blessé qui arrive aux Loges vers 8 heures.
Un des amis de Chapelant lui porte alors un revolver pour qu'il se fasse justice lui-même. Il refuse (extrait de lettre Vaudelin du 8 août 1921).
Le médecin de bataillon Paul Guichard, du 16e RI, a délégation du médecin principal de la 25e division pour assister à l'exécution (dépositions Guichard du 26 décembre 1921 et Didier du 3 janvier 1922).
Une trentaine de soldats abandonnant leurs tranchées viennent protester ouvertement contre l'exécution. Le lieutenant-colonel est alors contraint de sortir son revolver et les menacer pour les faire retourner à leurs postes (déposition Didier du 3 janvier 1922). Chapelant est confessé par l'abbé Lestrade qui lui donne la communion (déposition Lestrade du 12 janvier 1922).
Chapelant est attaché à son brancard, un de ses amis le sergent-major Grosleron lui bande les yeux (déposition Grosleron du 17 février 1922). Le peloton d'exécution est commandé par l'adjudant Moreau de la 11e compagnie.Le brancard est appuyé à un arbre et Chapelant est fusillé le 11 octobre 1914 à 9h40 (Procès-verbal d'exécution).
Ont assisté à l'exécution le lieutenant-colonel, le médecin Guichard, quelques brancardiers dont Sabatier, l'abbé Lestrade, le sergent-major Grosleron  et les soldats du peloton d'exécution.
Enfin il reste à signaler le rapport du commissaire du gouvernement: 

« 13e Corps d'Armée
98e d'infanterie, les Loges, 17 octobre 1914 
Rapport du Commissaire du gouvernement, rapporteur au Conseil de guerre, concernant l'affaire Chapelant. 
Le 7 octobre 1914, le sous-lieutenant Chapelant s'est rendu à l'ennemi entraînant sa troupe dans sa reddition dans les circonstances indiquées au rapport joint à l'acte d'accusation. À la suite de quoi, le lieutenant-colonel commandant le 98e ordonna la mise en jugement du sous-lieutenant Chapelant devant un Conseil de guerre spécial. 
L'accusation reproche au sous-lieutenant Chapelant de s'être rendu à l'ennemi sans aucune pression de la part de celui-ci, seulement parce qu'il avait vu une vingtaine d'hommes de la 3e compagnie agiter des drapeaux blancs et d'avoir entraîné sa troupe dans les lignes adverses. 
Chapelant reconnaît les faits et appose sa signature sur la pièce rapportant l'interrogatoire. Il allègue pour sa défense l'état de dépression extrême dans laquelle il se trouvait, ainsi que son isolement du régiment. L'accusation lui reproche de n'avoir pas essayé de se mettre en liaison et de n'avoir pas su résister aux bruits que faisait courir le sergent-major Girodias. Comme conclusion d'enquête, le rapporteur conclut à la responsabilité du sous-lieutenant Chapelant, seul officier restant sur la ligne de feu et déclare qu'il tombe sous le coup de l'article 210 du Code de justice militaire.
Le rapporteur signé: Lemoël
Vu et transmis :
Les Loges, le 18 octobre 1914. Le lieutenant-colonel Didier, commandant le 98e
Signé : Didier [cette pièce est datée du 17 octobre 1914. Elle a donc été rédigée sept jours après le jugement, six jours après l'exécution]. »

### Chronologie
- 11 octobre 1914 : Exécution du sous-lieutenant Jean-Julien Chapelant à Beuvraignes.
- octobre 1914 à 1919 : Enquête et démarches de M. Chapelant père.
- 1915-1916 : Enquête militaire sur l'exécution de Chapelant, menée par le lieutenant De Troismonts, rapporteur devant le conseil de guerre de la 25e Division.
- 1920-1921 : Campagne de la Ligue des Droits de l'Homme en faveur de Chapelant.
- février 1921 : Campagne du Progrès de Lyon.
- 29 avril 1921 : Loi d'amnistie. Relance de l'affaire Chapelant.
- 1921-1923 : Marathon judiciaire.
- décembre 1921 : ouverture de la procédure.
- 21 juillet 1922 : Arrêt de la Cour d'appel de Riom.
- 21 décembre 1922 : Arrêt de la Cour de cassation.
- 10 mars 1923 : nouvel Arrêt de la Cour d'appel de Riom.
- 3 août 1923 : nouvel Arrêt de la Cour de cassation. Pourvoi rejeté (Extraits des minutes de la Cour de cassation du 30 août 1923)[4].
- 9 août 1924 : Loi d'amnistie votée à l'initiative de la Ligue.
- 3 janvier 1925 : Loi relançant l'affaire Chapelant (art.16: la Cour de Cassation peut être saisie et appelée à statuer définitivement sur le fond)
- 1925-1927 : Nouvelle procédure judiciaire devant la Cour de cassation.
- 9 novembre 1927 : Arrêt de la Cour de cassation. Rejet du pourvoi (Extraits des minutes de la Cour de cassation du 09/11/1927)[4].
- 9 mars 1932 : Loi de création de la Cour Spéciale de Justice militaire. Cette cour spéciale est composée de 6 membres dont 3 conseillers à la cour d’appel de Paris et 3 anciens combattants(un officier, un sous-officier et un soldat).
- 1934 : Comparution devant la Cour spéciale militaire.
- 29 juin 1934 : Arrêt de la Cour Spéciale[4]. Rejet de la réhabilitation.
- 31 octobre 2012 : Lettre du ministre délégué aux anciens combattants attribuant la mention «Mort pour la France» à Jean Julien Chapelant.

## Œuvre inspirée par l'affaire

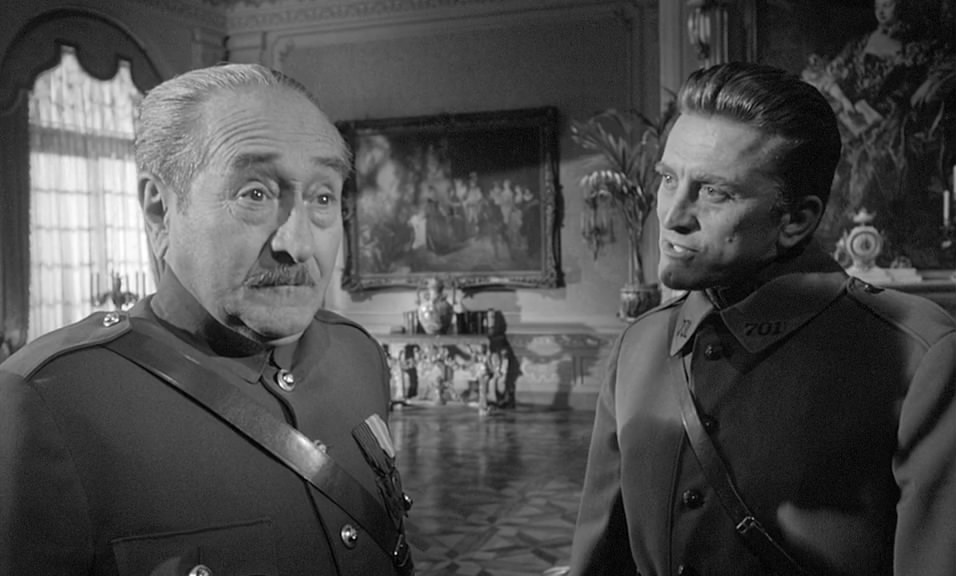
Les Sentiers de la gloire de Stanley Kubrick avec Kirk Douglas. Ce film réalisé en 1957 est interdit de diffusion sur les écrans français et sera projeté en France que dix-huit ans plus tard, en 1975.

- 1957 : Les Sentiers de la gloire, film de Stanley Kubrick avec Kirk Douglas dans le rôle principal. Le réalisateur marqué par la tragédie de Jean-Julien Chapelant a transposé ce drame dans son film avec cette scène où l'on apporte un soldat mourant sur un brancard qu'on ranime pour le fusiller[6].